# Better Than Home
Better Than Home è il settimo album in studio da solista della cantautrice statunitense Beth Hart, pubblicato nel 2015.

## Tracce
Testi e musiche di Beth Hart.
1. Might as Well Smile – 4:01
2. Tell 'Em to Hold On – 4:24
3. Tell Her You Belong to Me – 5:56
4. Trouble – 4:42
5. Better Than Home – 4:37
6. St. Teresa – 5:07
7. We're Still Living in the City – 4:20
8. The Mood That I'm In – 3:55
9. Mechanical Heart – 4:16
10. As Long as I Have a Song – 3:25
11. Mama This One's for You – 3:26